# メディア王 〜華麗なる一族〜
『メディア王 〜華麗なる一族〜』（メディアおう かれいなるいちぞく、原題: Succession）はHBOで放送されているアメリカ合衆国の風刺コメディドラマシリーズである。シリーズは世界的なメディア企業帝国を経営するロイ家の家族の愛憎と争いを描く。

## 概要
世界的巨大メディア企業を経営するローガン・ロイとその4人の子供たちを描く。だが家長のローガン・ロイは老いて健康問題を抱える。家族はローガン引退後の将来を考え始める。欲望と愛と愚かさを見せるロイ家の人々が戯画的に描かれる。
シリーズは2018年6月3日にHBOで放送開始された。2019年8月11日からはシーズン2が放送された。2019年8月、シーズン3の製作が発表され、2021年10月17日から放送された。2021年10月、シーズン4の製作が発表された。シーズン4は2023年3月26日より放送され、これが最終シーズンとなる。

### 日本での配信と邦題について
日本ではシーズン1がスターチャンネルで『キング・オブ・メディア』として放送されたのち、Amazonビデオで『サクセッション』として2019年3月に配信開始された（後にはAmazonビデオでも『キング・オブ・メディア』と邦題を変更した）。シーズン2はスターチャンネルで2019年11月15日より放送され、のちにAmazonビデオでも配信された。
その後、U-NEXTで2021年5月1日より『メディア王 〜華麗なる一族〜』としてシーズン1と2が配信されている。2022年2月4日よりシーズン3がU-NEXTで配信されており、このシーズンからはU-NEXTの独占配信となっている。なお、ワーナーからリリースされているDVDも、同邦題が採用されている。

## 登場人物とキャスト
主要キャスト
  ゲスト
その他は助演キャスト (Recurring)
シーズンごとに上記の分類が変化する場合は、主要キャスト、Recurringの順で優先する。

### ロイ家の人物
| 役名 | 説明                                                    | 俳優                     | シーズン | 声優       |
| --- | ------------------------------------------------------- | ------------------------ | -------- | ---------- |
| ローガン・ロイ | ロイ家の家長、ロイコ社創業者                            | ブライアン・コックス     | 1-       | 佐々木梅治 |
| 億万長者。メディア、娯楽などの世界的巨大複合企業、ウェイスター＝ロイコ社の創業者。 ローガンは4人の子供、コナー、ケンダル、ローマン、シヴォーンより、会社に主眼を置く実直な性格である。 マーシャが3番目の妻であり現妻である。 ローガンは1938年にスコットランドのダンディーで極貧の家庭で生まれる。 母のヘレンはローガンが4歳の時に亡くなり、ローガンは兄のユーアン、ローズと一緒に叔父のノアのいるケベックに移住する。 叔父のノアからは虐待をしばしば受ける。 妹のローズはローガンの幼年期に原因不明の事故で亡くなる。このことはローガンに終生の後悔と重い傷跡を残る。ローガンはウェイスター＝ロイコ社を創業し、グローバルメディア及び巨大エンターテインメント企業に発展させる。会社での指導的立場はローガンの政治的な言説を軽蔑していた兄のユーアンとの関係を疎遠にさせる。ローガンには最初の妻(精神科施設に送られたと思われる)との間にコナー、2番目の妻であるキャロラインとの間に3人の子供達(ケンダル、ローマン、シヴォーン)がいる。最終的にはキャロラインと離婚し3番目の妻であるマーシャと出会う。ローガンは青春期ににサリー・アンと言う女性と情熱的な関係を持っていたとも言われている。ローガンはビジネスリーダーとして、抜け目がなく、冷酷である。ローガンはウェイスターの右派ニュースネットワークであるATNの支援により選挙に勝利した現職のアメリカ合衆国大統領 (家族内では"レーズン"と呼ばれている)に大きな影響力を持っている。 |                                                         |                          |          |            |
| ケンダル・ロイ | ロイ家の次男、ロイコ社役員                              | ジェレミー・ストロング   | 1-       | 志賀麻登佳 |
| ロイ家の次男でありローガンの2人目の妻との子。ローガンの後継者と思われていたが、企業買収の失敗や薬物乱用で父ローガンや兄弟妹からの信用を失い、また疎遠になっている妻ラヴァや子供たちとの関係修復に苦心する。 ケンダルはバークレー校を出てハーバード大学 (在学時ハーバード・ランプトンの編集長も務める)とコロンビア大学の両方で学ぶ。スチューイ・ホセイニとは学友である。ケンダルは大学を出たのち家業の基礎を学ぶため上海で下積み生活をする。ケンダルには妻のラヴァと養女のソフィー、自閉症の息子のアイバーソンがいる。薬物依存症でありリハビリを続けるも、やがて結婚生活の破綻を招く。ビジネス原則には精通しているが、精神的に不安定な人物として描かれている。ヒッピホップの熱心な愛好家でありテクノロジー産業と新メディアの信奉者である。 |                                                         |                          |          |            |
| シヴォーン(シヴ)・ロイ | ロイ家の長女                                            | サラ・スヌーク           | 1-       | 行成とあ   |
| 俗に「シヴ」と呼ばれるシヴォーンはローガンの2番目の妻との間の末っ子で唯一の娘である。彼女は政治コンサルタントとして会社から距離を置いていたが、ウェイスター社で未来を築くことにする。聡明で強いリーダーシップを発揮する才女であり、トム・ワムスガンスと婚約しやがて結婚する。 |                                                         |                          |          |            |
| ローマン・ロイ | ロイ家の三男                                            | キーラン・カルキン       | 1-       | 内田岳志   |
| ローガンの2番目の妻から生まれた三男で、シリーズ当初は会社の映画部門を担当する。エキセントリックな言動と性的なジョークで周囲を煙に巻く。権力や父への気を引くため兄のケンダルや妹のシヴとは度々対立する。ジェリーとは特別に親しい関係にある。 |                                                         |                          |          |            |
| コナー・ロイ | ロイ家の長男                                            | アラン・ラック           | 1-       | 志村知幸   |
| ローガンの最初の妻から生まれた長男である。ほとんど会社関連の問題は兄弟に任せ、ニューメキシコで若いガールフレンドのウィラと一緒に農場を経営しながら生活している。誇大妄想気味であり、大統領になることを望むも、政治やビジネスのキャリアが無く、周囲に相手にされない。 コナーの子供時代については、ほとんど語られていないが、彼の母は精神科施設に送られたことがある。ローガンはコナーが8歳の時に最初の妻と離婚している。コナーはナポレオンに惹かれていて、彼の牧場はアウステリッツの戦いにちなんで名付けられている。オークションでナポレオンの保存されたペニスを購入するために50万ドル以上費やしたが後にそれが偽物だと判明する。 |                                                         |                          |          |            |
| トム・ウィムズガンズ | シヴの婚約者でロイコ社役員                              | マシュー・マクファディン | 1-       | 長谷川敦央 |
| シヴの婚約者であり、のちに夫。ウェイスターの役員であり、遊園地とクルーズ部門の責任者から社の主要事業であるATNの最高責任者に昇進する。ローガンの親族であるグレックを部下に雇い、ストレスの捌け口やスケープゴートにする。ミネソタ州のツインシティーズ出身である。 |                                                         |                          |          |            |
| グレッグ・ハーシュ | ロイ家の親戚、ロイコ社社員                              | ニコラス・ブラウン       | 1-       | 中村章吾   |
| ローガン・ロイの不仲の兄であるユーアンの孫。失業してローガンを頼ってNYに出てくる。温厚で日和見主義的な性格だが、自身が生き残るために鋭い本能と陰謀を企てる強さもある。トムに部下として仕える。 |                                                         |                          |          |            |
| マーシャ・ロイ | ローガン・ロイの現妻                                    | ヒアム・アッバス         | 1-       | 一柳みる   |
| ローガン・ロイの3番目の現妻。レバノンのベイルート出身。ローガンの子供達からの信頼は得ておらず度々対立する。最初の結婚で設けたアミールという息子と名前不詳の娘がいる。 |                                                         |                          |          |            |
| ウィラ・フェレイラ | コナー・ロイの恋人                                      | ジャスティン・ルーペ     | 1-       | 内海安希子 |
| コーナ・ロイのガール・フレンド。元コール・ガールで劇作家を志望しており、最終的にはセックスワークから離れ劇場でのキャリアを追及している。 |                                                         |                          |          |            |
| ラヴァ・ロイ | ケンダル・ロイの妻                                      | ナタリー・ゴールド       | 1、3     | 清水はる香 |
| ケンダルの疎遠な妻であり、2児の母。ラヴァとケンダルの結婚はケンダルの薬物乱用の結果崩壊し、最終的に離婚する。 |                                                         |                          |          |            |
| ユーアン・ロイ | ローガン・ロイの兄、グレッグの祖父                      | ジェームズ・クロムウェル | 1-       | 水野龍司   |
| ローガンと不仲な兄でありグレッグの祖父。カナダに在住している。ローガンとローガンのビジネス帝国を軽蔑している。 |                                                         |                          |          |            |
| キャロライン・コリングウッド | ローガン・ロイの2番目の妻でケンダル、シヴ、ローマンの母 | ハリエット・ウォルター   | 1-       | 伊沢磨紀   |
| ローガン・ロイの2番目の妻であり、ケンダル、シヴ、ローマンの母。彼女はイギリスに住んでおり、トスカーナで起業家ピーター・マニオンと再婚する。 |                                                         |                          |          |            |
| ソフィー・ロイ | ケンダルの娘                                            | スウェイ・バティア       | 1-       | 森永麻衣子 |
| ケンダルの養女。 |                                                         |                          |          |            |
| アイヴァーソン・ロイ | ケンダルの息子                                          | クエンティン・モラレス   | 1-       | 森田由香里 |
| 自閉症のケンダルの息子。 |                                                         |                          |          |            |
| マリアンヌ・ロイ・ヒルシュ | グレッグの母親                                          | メアリー・バードソング   | 1        | [[]]       |
| グレッグの母。 |                                                         |                          |          |            |

### ロイコ社の人物
| 役名 | 説明                                                          | 俳優                         | シーズン | 声優       |
| --- | ------------------------------------------------------------- | ---------------------------- | -------- | ---------- |
| フランク・ヴァーノン | ロイコ社COO                                                   | ピーター・フリードマン       | 1-       | 佐々木睦   |
| ウェイスター＝ロイコ社のCOO、後に副社長。ローガンの長年の親友で会社の古株。ケンダルに信頼されている。ケンダルの目付け役であり、名付け親でもある。ロサンゼルス支部で一緒に働いていた時の経緯でローマンに嫌われている。 |                                                               |                              |          |            |
| ジェリー・キルマン | ロイコ社の法律顧問                                            | J・スミス＝キャメロン        | 1-       | 佐藤しのぶ |
| シヴの名付け親であり、ローマンの目付け役である。ウェイスター・ロイコ社の法律顧問。20年在籍しており、会社の内部に精通する。プライベートでもロイ家と懇意にしている。後に暫定CEO。                                       |                                                               |                              |          |            |
| カロリーナ・ノヴォトニー | ロイコ社の広報部長、法務部員                                  | ダグマーラ・ドミンスク       | 1-       | 和優希     |
| ウェイスター＝ロイコ社の広報責任者。 |                                                               |                              |          |            |
| カール・ミューラー | ロイコ社の最高財務責任者、法務部員                            | デヴィッド・ラッシュ         | 1-       | [[]]       |
| ウェイスターの最高財務責任者。 |                                                               |                              |          |            |
| ヒューゴー・ベイカー | ロイコ社の広報担当重役                                        | フィッシャー・スティーヴンス | 2-       | 松川裕輝   |
| ロイコ社の広報担当重役。 |                                                               |                              |          |            |
| エヴァ | ウェイスター・ロイコ社の法務部員、ATNニュースネットワーク幹部 | ジュディ・レイエス           | 1        |            |
| ウェイスターの主要部門のニュースチャンネルATNの最高責任者。ケンダルに解雇されたと見られている。 |                                                               |                              |          |            |
| コリン・スタイルズ | ローガン・ロイのボディーガード                                | スコット・ニコルソン         | 1-       | 平修       |
| ローガンのボディーガード。 |                                                               |                              |          |            |
| シド・ピーチ | ロイコ社の主要部門ATNのトップ                                 | ジーニー・バーリン           | 2-       | 伊沢磨紀   |
| ロイコ社の主要部門ATNの責任者。トムの昇進後はトムと対立している。 |                                                               |                              |          |            |
| マーク・レイヴンヘッド | ATNのスターアンカー                                           | ザック・ロビダス             | 1-       | [[]]       |
| ATNのスターアンカーである。ロイスに論争を引き起こさせているとされるネオナチ。 |                                                               |                              |          |            |
| ビル・ロックハート | ロイコ社のアドベンチャー部門の責任者                          | マーク・ブラム               | 1-2      |            |
| ロイコ社のアドベンチャー部門の元責任者である。会社のクルーズ船の数十年に渡る性的違法行為を含むスキャンダルを隠蔽する。                                                                                                |                                                               |                              |          |            |

### その他の登場人物
| 役名 | 説明                                  | 俳優                                        | シーズン | 声優       |
| --- | ------------------------------------- | ------------------------------------------- | -------- | ---------- |
| スチューイ・ホセイニ | 金融業者、ケンダルの友人              | アリアン・モーイエド                        | 1-       | 北田理道   |
| スチューイはケンダルの大学時代からの友人。ロイコ社の取締役会にも参加している投資家でもある。ローガンのライバルでもあるサンディ・ファネスとも密かに提携する。            |                                       |                                             |          |            |
| ローレンス・イー | ヴォルター社の創設者                  | ロブ・ヤン                                  | 1-2      | 塩見宗真   |
| ローレンスはウェイスター・ロイコが買収したメディアウェブサイトVaulterの創設者である。ウェイスターとケンダルを大きく軽蔑しており、しばしば対立する。                     |                                       |                                             |          |            |
| グレース | ローマンのガールフレンド              | モリ―・グリッグス                           | 1        | [[]]       |
| ローマンのガールフレンド。彼女にはそれ以前の関係から娘のイスラがいる。ローマンとはシーズンの途中で別れる。                                                              |                                       |                                             |          |            |
| ジョイス・ミラー | 元検事総長、米上院議員                | エイサー・デイヴィス                        | 1        | [[]]       |
| ニューヨーク州から選出された上院議員。政治コンサルタントとしてシヴを雇っていたが夫のヌード写真スキャンダルがシヴとの関係を悪化させる。                                  |                                       |                                             |          |            |
| ブレックス | トレーナー                            | ブロック・ユーリヒ                          | 1        | [[]]       |
| ローマンの個人トレーナー。 |                                       |                                             |          |            |
| アンジェラ | アート起業家                          | ローレン・パッテン                          | 1        | [[]]       |
| ケンダルからクライアントしてアプローチされたアート起業家。後にケンダルの申し出を断る。                                                                                  |                                       |                                             |          |            |
| アーロン・パーフィット博士 | 企業セラピスト                        | グリフィン・ダン                            | 1        | [[]]       |
| ロイコ社のイメージ回復のために雇われた企業セラピスト。 |                                       |                                             |          |            |
| ワムズガンズ夫妻 | トムの両親                            | ジャック・ギルビン クリスティン・グリフィス | 1        | [[]]       |
| トムの両親。トムの母はミネアポリスのセントポール地域で非常に著名な弁護士でもある。                                                                                      |                                       |                                             |          |            |
| サンディ(Sandy)・ファーネス | ロイコ社のライバル企業の経営者        | ラリー・パイン                              | 1-       | 佐々木薫   |
| ライバルのメディア、コングロマリットの所有者であり、ローガンの長年の宿敵。スチューイと提携する。                                                                        |                                       |                                             |          |            |
| ナサニエル・ソフレイリ | 政治コンサルタント、シヴの元恋人      | アシュリー・ズーカーマン                    | 1-       | 角田雄二郎 |
| 通称ネイト。政治コンサルタント。シヴの元恋人であり、彼女に一緒にイ―ディス上院議員の選挙運動に協力するよう説得したことを契機に以前の関係が再熱しかける。                 |                                       |                                             |          |            |
| ギル・イ―ヴィス | アメリカ合衆国上院議員、大統領候補    | エリック・ボゴシアン                        | 1-2      | [[]]       |
| ペンシルベニア州選出の民主党の大統領候補及びアメリカ合衆国上院議員。ウェイスター・ロイコ社によるローカルニュースの買収に声高に反対する。                                |                                       |                                             |          |            |
| タバサ・ヘイズ | ローマンのガールフレンド              | ケイトリン・フィッジジェラルド              | 1-2      | 篠田有香   |
| ローマンのガールフレンド。以前トムの独身パーティーで出会いトムと性的な関係を持っている。                                                                                |                                       |                                             |          |            |
| ジェイミー・レアード | 銀行家                                | ダニー・ヒューストン                        | 2        | 丸山壮史   |
| ウェイスター・ロイコの傘下の銀行の経営者で金融専門家。 |                                       |                                             |          |            |
| レア・ジャレル | PGMのCEO                              | ホリー・ハンター                            | 2        | 近内仁子   |
| PGMのCEO。ローガンとPGMの買収の試みを一致させる。後にナンに解雇されて一時はウェイスターのCEOに指名され、シヴと対立する。                                                |                                       |                                             |          |            |
| ナン・ピアース | ピアース家の家長                      | チェリー・ジョーンズ                        | 2        | 水野ゆふ   |
| ピアス家の事実上のトップでありPGMのオーナー。リベラルな価値観の持ち主であるため、PGMがウェイスター社に買収されることをためらう。                                        |                                       |                                             |          |            |
| ネオミ・ピアース | PGMの取締役メンバー、ピアース家の一員 | アナベル・デクスター＝ジョーンズ            | 2-       | 清水はる香 |
| ナンの従妹であり、ピアス家の一員である。彼女も薬物乱用に苦しみ、後にケンダルと恋仲になる。                                                                              |                                       |                                             |          |            |
| マーク・ピアース | ピアース家の一員                      | ジェレミー・シャーモス                      | 2        | [[]]       |
| ピアース家の一員。2つの博士号を取得している学研肌の人物。シヴと揉める。                                                                                                 |                                       |                                             |          |            |
| マキシム・ピアース | ピアース家の一員                      | マーク・リン・ベイカー                      | 2        | [[]]       |
| ピアース家のメンバー。ブルッキングス研究所でコンサルタントして働く。コナーの大統領への野心を鼻で笑うも、後にコナーの顧問として参加することになる。                      |                                       |                                             |          |            |
| ピーター・ピアース | ピアース家の一員                      | マックス・ゴードン・ムーア                  | 2        | [[]]       |
| 読書家として知られるピアース家の一員 |                                       |                                             |          |            |
| マーニー・ピアース | ピアース家の一員                      | クリスティーナー・ルーナー                  | 2        | [[]]       |
| ピアース家の一員 |                                       |                                             |          |            |
| エドゥアルド・アスガロフ | アゼルバイジャン出身の富豪            | ババク・タフティ                            | 2        | [[]]       |
| アゼルバイジャン出身の億万長者。ハードオブミドロシアンフットボールクラブをローマンと共同所有する。                                                                      |                                       |                                             |          |            |
| ジェニファー | 舞台女優                              | シドニー・レモン                            | 2        | [[]]       |
| ヴィラの演劇仲間。 |                                       |                                             |          |            |
| ジェームズ・ワイセル | 性スキャンダルの内部告発者            | アンソニー・アーキン                        | 2        | [[]]       |
| クルーズ船の性的スキャンダルの内部告発者。ロイズ社からは「イタチ」の愛称で呼ばれる。                                                                                    |                                       |                                             |          |            |
| キラ・メイソン | クルーズ船スキャンダルの被害者        | サリー・マーフィー                          | 2        | [[]]       |
| クルーズ船でのセクシャルハラスメントの被害者。以前はエンターテインメントマネージャーとして働く。                                                                        |                                       |                                             |          |            |
| エド・ロバーツ | アメリカ合衆国の下院議員              | ヴィクター・スレザック                      | 2        | [[]]       |
| ウェイスター社の性的違法行為の申し立ての公聴会に出席した共和党下院議員。                                                                                                |                                       |                                             |          |            |
| スーザン・ヴァーディ | ジャーナリスト                        | デビー・ターナー                            | 2        | [[]]       |
| クルーズ船のスキャンダルに関してジェームズ・ワイセルにインタビューするジャーナリスト。                                                                                  |                                       |                                             |          |            |
| フィリップ・レイトン | ウェイスター社の株主                  | アンガス・ライト                            | 2        | [[]]       |
| 著名なウェイスター社の株主であり、クルーズ船のスキャンダルの中でローガンにCEOを辞任するように進言する。                                                                 |                                       |                                             |          |            |
| リサ・アーサー | ニューヨークの弁護士                  | サナ・レイサン                              | 3        | [[]]       |
| ケンダルと契約するニューヨークの著名な弁護士。シヴの友人でもある。 |                                       |                                             |          |            |
| ミシェル＝アン・ヴァンダーホーヴェン | ホワイトハウススタッフ                | リンダ・エモンド                            | 3        | [[]]       |
| ホワイトハウスの補佐官であり、ローガンの親友である。頻繁に大統領とローガンの間の仲介を務める。                                                                          |                                       |                                             |          |            |
| ジェス・ジョーダン | ケンダルの秘書                        | ジュリアーナ・キャンフィールド              | 1-       | 森田由香里 |
| ケンダルの秘書。 |                                       |                                             |          |            |
| ベリー・シュナイダー | ケンダルが雇う広報コンサルタント      | ジヘ                                        | 3        | [[]]       |
| |                                       |                                             |          |            |
| コムフリー・ペリッツ | ケンダルが雇う広報コンサルタント      | ダーシャ・ネクラソワ                        | 3        | [[]]       |
| ケンダルに雇われた一流の広報コンサルタント。 |                                       |                                             |          |            |
| キース・ジグラー | リサのアシスタント                    | ジョーダン・ラーゲ                          | 3        | [[]]       |
| リサのアシスタント。 |                                       |                                             |          |            |
| サンディ(Sandi)・ファーネス | 父サンディ (Sandy)・ファネスの娘      | ホープ・デイヴィス                          | 3        | [[]]       |
| ウェイスターの所有権をめぐる代理争いでスチューイと提携するサンディの娘。病気の父の代理として交渉する。                                                                  |                                       |                                             |          |            |
| レミ | ケンダルのボディーガード              | キリン・デュレル・ジョーンズ                | 3        | [[]]       |
| ケンダルのボディーガード。 |                                       |                                             |          |            |
| ケリー・カステラベート | ローガンの秘書                        | ゾーイ・ウィンターズ                        | 2-       | [[]]       |
| ローガンの秘書。ローガンとの性的関係を持つ。 |                                       |                                             |          |            |
| ルーカス・マットソン | ストリーミング企業”GoJo"の経営者      | アレクサンダー・スカルスガルド              | 3-       | 森川智之   |
| スウェーデン出身の企業家であり、ウェイスターが買収しようとしているストーリミングの巨人GoJo社のCEOである。企業総価値が逆転した後は、逆にウェイスターを買収しようとする。 |                                       |                                             |          |            |
| ピーター・マニオン | 実業家、キャロラインの再婚相手        | ピップ・トレンス                            | 3        | [[]]       |
| ケンダル、ローマン、シヴの母であるキャロラインがトスカーナで結婚する実業家。                                                                                            |                                       |                                             |          |            |
| ジョシュ・アーロンソン | ウェイスター・ロイコ社の大株主        | エイドリアン・ブロディ                      | 3        | 井上和彦   |
| ウェイスターの4％の株式を保有するビリオネアの株式投資家。 |                                       |                                             |          |            |
| メンケン | 極右の共和党大統領候補                | ジャスティン・カーク                        | 3-4      |            |
| 大接戦となった大統領選で、ローマンがGoJo社による買収阻止を期待してATNに出させた当確のおかげで有利となる。                                                               |                                       |                                             |          |            |

## あらすじ

### シーズン1のあらすじ
ローガン・ロイは巨大メディア企業ウェイスター・ロイコのCEOである。長男のコナーは経営に関心を持たず農場を経営し、次男のケンダルは後継者と目され、三男のローマンは映画部門を任され、末娘のシヴは政治家のスタッフであり、社員のトムと結婚を控える。ローガンは老いて突然倒れ、ケンダルがCEO代理となる。会社の株価は急落し、株を担保に融資した銀行は返済を迫り、ケンダルは未公開株と引き換えに友人のスチューイから融資を受ける。
ローガンは回復して経営に復帰し、時代錯誤と思われる地方テレビ局の買収を進める。ケンダルは父親の不信任を謀るがローマンに裏切られて失敗し会社から追放され、麻薬に溺れ始める。シヴは父と敵対する大統領候補を支援する。ケンダルはスチューイと結んだ父のライバルのサンディと組んで会社の敵対的買収を進め、イギリスの城で行われるトムとシヴの結婚式の当日に通知する。だがケンダルは交通事故で同乗者を殺してしまい、父に知られてしまう。

### シーズン2のあらすじ
ケンダルは経営陣に戻り、自ら買収したヴォルター社を父の命令で閉鎖する。シヴは、後継者にすると言う父の約束を信じて政治コンサルタントを辞めてロイコ社に入るが、なかなか公表されないことにいら立つ。コナーは愚かな大統領選挙キャンペーンを続ける。サンディとスチューイによる乗っ取りとの戦いは続き、ローガンは定評のあるニュース社PGMを買収して会社を巨大化することで乗り切ろうとする。PGM社を所有するピアース家に近づくが、隠蔽してきたクルーズ部門のハラスメント・スキャンダルが表に出て買収は頓挫する。
ローガンは買収交渉で親密になったPGM社のレア・ジャレッドを後継者に迎えようとするが、スキャンダルの対応を巡ってレアは去る。公聴会を何とか乗り切るも、不利な情勢の株主総会を控えて、ローガンはスキャンダル隠蔽の責任をケンダルに負わせようとする。だがケンダルは記者会見で父親を告発し、グレッグが隠し持っていた隠蔽の証拠を提示する。

### シーズン3のあらすじ
ローガンは訴追を恐れて一時国外に退去し、ジェリーを暫定CEOとする。ケンダルは兄弟妹、そしてサンディとスチューイを味方に付けようとするが失敗して孤立し、争いから身を引こうとする。FBIがウェイスター・ロイコ社を強制捜査するも、十分な証拠は得られない。家族の不和を心配する大株主を味方につけ、サンディの娘のサンディとスチューイが重役に加わる。帰国したローガンは、沈下しつつある旧来のメディア業界で生き残るために、新興ストリーミング企業のGoJo社の買収を進める。だが度重なるトラブルで二つの企業の市場価値は逆転し、ローガンはGoJo社がウェイスター・ロイコ社を逆に買収する提案を密かに受諾する。反対するケンダル、シヴ、ローマンは拒否権を使って父親に反抗するも、トムの裏切りでこれを知ったローガンは拒否権を無効にする。

### シーズン4のあらすじ
ローガンはウェイスター・ロイコ社をGoJo社に売却する手続きを進め、売却に含まれないATN社の経営に口を出す。PGM社を買収しようとピアース家と交渉するも、ケンダル、ローマン、シヴに競り負ける。シヴとトムの結婚は破綻しかけるが、妊娠したシヴは離婚を躊躇する。コナーの結婚式の日、GoJo社を所有するマットソンに会う途中でローガンは死に、敵対していた3人の子供たちは悲嘆し困惑する。売却までの暫定CEOの座をめぐり、役員たちと子供たちは右往左往した後、ケンダルとローマンが共同のCEOになる。マットソンはATNを含めた高額の買収額を現金と株での支払いで提示し、父のATNへの愛着を知る二人は断ろうとするも、買収額を吊り上げられて窮地に陥る。シヴは密かに買収に賛同し、兄たちの動きをマットソンに内通する。ケンダルとローマンはマットソンの嗜好に背く、父の準備していた新事業を発表し、ロイコ社の企業価値を高めて交渉の決裂を図る。大統領選が行われて接戦となり、ローマンとケンダルは規制で買収を阻止してくれそうな共和党候補メンケンに肩入れしてATNに当確を打たせる。シヴはアメリカ人CEOなら買収が承認されると期待して自分を売り込み買収に賛成するが、役員会の前日に自分がCEOにならないと知って変心し、ケンダルのCEOを支持して反対に回る。役員会の投票で、最後に決定的投票権を得たシヴは、ケンダルでは無理だと考えて再び変心し、買収は承認される。トムが次期CEOとなり、ケンダルは呆然とする。

## エピソード
| シーズン | シーズン | 話数 | 話数 | 放送期間       | 放送期間       |
| シーズン | シーズン | 話数 | 話数 | 初回放送       | 最終回放送     |
| -------- | -------- | ---- | ---- | -------------- | -------------- |
|          | 1        | 10   | 10   | 2018年6月3日   | 2018年8月5日   |
|          | 2        | 10   | 10   | 2019年8月11日  | 2019年10月13日 |
|          | 3        | 9    | 9    | 2021年10月17日 | 2021年12月12日 |
|          | 4        | 10   | 10   | 2023年3月26日  | 2023年5月28日  |

### シーズン1のエピソード
| 通算 話数 | シーズン 話数 | タイトル                                             | 監督               | 脚本                  | 放送日        | U.S.視聴者数 (百万人) |
| --- | ------------- | ---------------------------------------------------- | ------------------ | --------------------- | ------------- | --------------------- |
| 1 | 1             | "セレブレーション" "Celebration"                     | アダム・マッケイ   | Jesse Armstrong       | 2018年6月3日  | 0.582                 |
| ウェイスター・ロイコの創設者であり、老いて健康問題を抱えるCEOのローガン・ロイは誕生日を迎え、4人の子供たちと3番目の妻、そして不仲の兄ユーアンの孫で仕事をもらいに来たグレッグが祝う。ウェイスター・ロイコを経営する次男のケンダルは権限委譲を期待していたが、ケンダルに失望したローガンはCEO職に留まる。家族信託に3番目の妻マーシーを加え、さらに自分の死後の権利はマーシーに相続させると言う。COOのフランクを左遷して3男のローマンに代え、娘のシヴを重役にしようとする。長男のコナーは経営にも相続にも関心を持たない。ケンダルが破格の条件でヴォルター社を買収する最中、ローガンは倒れる。                                                                           |               |                                                      |                    |                       |               |                       |
| 2 | 2             | "糞会社のひどい有様" "Shit Show at the Fuck Factory" | マーク・マイロッド | Tony Roche            | 2018年6月10日 | 0.491                 |
| ローガンは入院して意識不明となり、脳出血と診断される。子供たちは、ローガンが家族信託や経営陣の変更を言い出したことについてもめる。経営陣は株式市場が開く前に、フランクを会長としケンダルをCEOにしようとするが、フランクは辞退し他の子供たちは拒否する。ヴォルター社はロイ家とウェイスター・ロイコの内紛を記事にする。グレッグはローガンが倒れる前に仕事をくれたことの確認を焦る。家族はケンダルをCEO、ローマンをCOOにすることでまとまるが、ケンダルは社に株を担保にした30億ドルの負債があることを知らされる。 |               |                                                      |                    |                       |               |                       |
| 3 | 33            | "救命ボート" "Lifeboats"                             | マーク・マイロッド | Jonathan Glatzer      | 2018年6月17日 | 0.605                 |
| ローガンは意識を回復するが、マーシーは子供たちに会わせようとしない。ケンダルはCEO代行となり、ローマンはCOOとなる。ヴォルター社の創設者のローレンスは買収の条件として重役になる。ウェイスター・ロイコの株価は急落し、契約上負債を返済しなければならない限度を下回る。ケンダルは友人のスチューイに未公開株を譲渡し重役とすることで返済資金を工面する。シヴの婚約者のトムはテーマパーク部門の長となり、グレッグを雇う。ケンダルは別れた妻のラヴァとよりを戻そうとする。スチューイはウェイスター・ロイコのライバル社の経営者であるサンディと会う。 |               |                                                      |                    |                       |               |                       |
| 4 | 4             | "悲しい解雇、ワスプの罠" "Sad Sack Wasp Trap"        | アダム・アーキン   | Anna Jordan           | 2018年6月24日 | 0.543                 |
| 回復し始めたローガンは、ケンダルが未公開株をスチューイに売却したことを気に入らない。ローガンはフランクを連れて経営に介入し、ケンダルとローマンは地位を奪われることを心配する。トムは何かにつけてグレッグをもてあそぶ。毎年恒例のロイ家によるチャリティ晩餐会が開かれ、ケンダルが自分の引退をスピーチのジョークにするつもりだったことを知ったローガンは、自らスピーチを行い復帰を宣言する。シヴが支援する上院議員の夫のスキャンダルが騒ぎになる。 |               |                                                      |                    |                       |               |                       |
| 5 | 5             | "私は株式市場に行った" "I Went to Market"            | アダム・アーキン   | Georgia Pritchett     | 2018年7月1日  | 0.583                 |
| CEO職に返り咲いたローガンは息子たちの反対を押し切って地方テレビ局を買収しようとする。しばしばボケの症状を見せるローガンに対し、ケンダルはフランクを取り込んで不信任投票の準備をする。ローマンも不信任に賛成するが、コナーとシヴは投票を知らされない。グレッグはローガンとは不仲な祖父のユーアンをロイ家の感謝祭ディナーにカナダから連れてくる。トムはグレッグを会社にやって機密書類を廃棄させる。シヴとトムは婚前契約をまとめようとする。ユーアンはローガンと衝突して帰る。ケンダルはユーアンに不信任への賛成を求める。ケンダルとローマンは、マーシーの連れ子のアミールが自分たちに相談なしでアニメ担当の部門長になったことを知らされる。ジェリーも不信任に賛成する。 |               |                                                      |                    |                       |               |                       |
| 6 | 6             | "どっちの味方なの?" "Which Side Are You On?"         | Andrij Parekh      | Susan Soon He Stanton | 2018年7月8日  | 0.673                 |
| ケンダルとローマンは不信任投票で多数派工作を進め、ローマンはローレンスを説得する。ローガンは地方テレビ局の買収への支持を求めて大統領に面会しようとするがキャンセルされる。トムはグレッグを金持ちの生活に触れさせる。シヴは昔の恋人のネイトに会う。投票前夜、ケンダルは父との夕食に招かれて迷いを見せる。テロの警戒のためにケンダルは役員会に遅刻し、電話で不信任投票を求めるも、スチューイとローレンスは棄権し、ユーアンは反対し、ローマンも父親の圧力に屈して反対して否決され、ケンダル側の役員は全員解雇される。 |               |                                                      |                    |                       |               |                       |
| 7 | 7             | "オーステルリッツ" "Austerlitz"                      | Miguel Arteta      | Lucy Prebble          | 2018年7月15日 | 0.626                 |
| ケンダルはローガンを訴え、家族の不和の評判は株価に悪影響を与える。事態の打開のため、家族はニューメキシコのコナーの農場オーステルリッツに集まってセラピーを受ける。シヴはネイトが支援し、父親を攻撃する大統領候補ギル・イーヴィスに会って彼の選挙チーム入りを決断する。ケンダルもドラッグを楽しんだのち、遅れて家族に合流し口論が始まる。コナーはウィラに農場に住むことを求めるが、ウィラは都会を懐かしむ。 |               |                                                      |                    |                       |               |                       |
| 8 | 8             | "プラハ" "Prague"                                    | S. J. Clarkson     | Jon Brown             | 2018年7月22日 | 0.637                 |
| トムのバチェラー・パーティーが開かれ、ローガンはケンダルを見守るようグレッグに頼む。スチューイはサンディと組んでいることをケンダルに明かし、サンディはケンダルの株の買い取りを申し出る。ケンダルは自分の悪評に傷ついて再びドラッグに溺れ始め、サンディの仲間になって父と戦おうとする。ローマンはサンディからTV局を買収しようとする。ギルとローガンは非難の応酬を始め、シヴは困惑してネイトとの関係を深める。 |               |                                                      |                    |                       |               |                       |
| 9 | 9             | "結婚前夜" "Pre-Nuptial"                             | マーク・マイロッド | Jesse Armstrong       | 2018年7月29日 | 0.558                 |
| トムとシヴの結婚式のため、一家や友人たちはイギリスの城に集まり、シヴの母親のキャロラインも参加する。ケンダルとスチューイは密かにウェイスター・ロイコの敵対的買収を進める。ギルの攻撃に怒ったローガンは遅れて参加する。シヴは父の会社のスキャンダルをつかみ、ギルへの攻撃を止めるようジェリーを脅す。結婚前夜、サンディは敵対的買収を加速する。 |               |                                                      |                    |                       |               |                       |
| 10 | 10            | "誰も決して失われない" "Nobody Is Ever Missing"      | マーク・マイロッド | Jesse Armstrong       | 2018年8月5日  | 0.730                 |
| 結婚式当日、ケンダルは敵対的買収を父に通知するが、ドラッグに頼り始める。ローマンが担当する衛星の打ち上げは失敗する。シヴはネイトとの浮気をトムに告白する。ギルと話したコナーは大統領になりたいと言い始める。ケンダルは交通事故を起こして同乗者を死亡させ、現場から逃亡して城に戻る。ローガンはケンダルの関与を知り、サンディと袂を分かつようケンダルに言う。 |               |                                                      |                    |                       |               |                       |

### シーズン2のエピソード
| 通算 話数 | シーズン 話数 | タイトル                             | 監督                                   | 脚本                  | 放送日         | U.S.視聴者数 (百万人) |
| --- | ------------- | ------------------------------------ | -------------------------------------- | --------------------- | -------------- | --------------------- |
| 11 | 1             | "夏の宮殿" "The Summer Palace"       | マーク・マイロッド                     | Jesse Armstrong       | 2019年8月11日  | 0.612                 |
| アイスランドで療養していたケンダルは急に呼び出されてTVカメラの前で敵対的買収から寝返った顛末を語らされ、ニューヨークに呼び戻される。ローガンは市場環境が変化する前に事業を売却するよう専門家の助言を受ける。シヴとトムは新婚旅行を中止し、煙突の中の動物の死骸のために悪臭の立ち込める豪邸にロイ家が集まる。ドラッグと縁を切れないケンダルは、交通事故が適切にもみ消されているとカールから聞く。ローガンは子供たちと一人ずつ対話して意見を聞く。密かにシヴに後継者の座を提示し、会社を売却しないことを宣言してケンダルを会社に戻す。ローガンの意を受けたケンダルはサンディとスチューイに会って宣戦布告する。                                                           |               |                                      |                                        |                       |                |                       |
| 12 | 2             | "裏工作" "Vaulter"                   | Andrij Parekh                          | Jon Brown             | 2019年8月18日  | 0.603                 |
| スチューイはTV番組でロイ家を攻撃する。ケンダルとローマンは共同COOとなり、ローガンにヴォルター社の経営状態の調査を命じられる。ケンダルは自ら買収を主導した同社の明るい未来を訴えるが、ローマンは閉鎖を主張する。ローガンの命令で、ケンダルはヴォルター社を閉鎖する。トムはATNの経営を任され、デジタル化により人員整理が可能であると言うグレッグの話を受け売りする。コナーはニューヨークに移り、大統領を目指す。グレッグはケンダルのためにドラッグを手に入れ、見返りに豪華な住居を提供される。シヴは後継者の座を約束されたことをトムに打ち明け、ギルからの首席補佐官の提示を断って彼のもとを去る。自分が後継者となることを期待していたローマンとトムはそれぞれ失望する。 |               |                                      |                                        |                       |                |                       |
| 13 | 3             | "狩り" "Hunting"                     | Andrij Parekh                          | Tony Roche            | 2019年8月25日  | 0.607                 |
| グレッグはローガンの伝記の著者のインタビューを受ける。医師はローガンの健康を心配する。ローガンはニュースメディアのPGM社を買収して会社を巨大化し、サンディらに買収されにくくしようとする。重役達とシヴは疑問視するが、ケンダルは支持する。ローガンはPGMを所有するピアース家の知己であるフランクを会社に呼び戻す。大統領予備選に出馬しようとするコナーは過激な税制改革を訴えるビデオを準備し、ローガンはシヴを使ってやめさせようとする。ローガンは伝記の著者が内部の人間と話したことを気に入らず、グレッグは脅える。ロイコの重役たちはハンガリーでの狩猟旅行に出かける。PGM買収の話が漏れ、ローガンは内通を疑って重役たちを詰問し愚かなゲームを強いる。                  |               |                                      |                                        |                       |                |                       |
| 14 | 4             | "避難室" "Safe Room"                 | Robert Pulcini & Shari Springer Berman | Georgia Pritchett     | 2019年9月1日   | 0.577                 |
| ローマンは6週間の社内マネージメント・トレーニングに出席して退屈する。シヴはロイコ社内で経営陣を観察し、ケンダルの万引き癖をジェリーから聞く。コナーとウィラは元重役モーの葬儀に出る。ロイとケンダルは、密かにPGMの重役レア・ジャレルを会社に招く。ATNのキャスターがファシストであると疑われて抗議運動が行われる中、社内で銃声が聞こえる。ローガン、シヴ、レア、そしてケンダルは重役用セーフルームに隠れ、買収の交渉をする。トムとグレッグは別のセーフルームに隠れ、グレッグは自分の仕事の困惑を語りトムを激怒させる。銃声は社員の自殺であるとわかる。シヴはケンダルと父親の間に何かがあることを嗅ぎつける。                                                            |               |                                      |                                        |                       |                |                       |
| 15 | 5             | "アジサシ保護区" "Tern Haven"        | マーク・マイロッド                     | Will Tracy            | 2019年9月8日   | 0.507                 |
| ロイ家はPGMを所有する、ナン率いるピアース家と顔合わせをする。シヴは自分が会社の後継であるとほのめかす。ケンダルはナオミとドラッグを楽しむ。ピアース家はシヴを後継者として発表することを買収受諾の条件とするが、ローガンは拒否する。だが結局ピアース家は買収を受諾する。 |               |                                      |                                        |                       |                |                       |
| 16 | 6             | "ヒンデンブルク号" "Argestes"        | Matt Shakman                           | Susan Soon He Stanton | 2019年9月15日  | 0.610                 |
| PGM買収が最終局面にある中、ロイ家とロイコ社の重役はビジネスマンたちの集まりに参加する。死去したばかりのモーが関わったクルーズ部門のスキャンダルが漏れそうになり、ローガンとケンダルは買収決定を急ぐ。グレッグは処分を命じられたスキャンダルに関する書類を隠したことをトムに白状する。ロイコ社はレアを取り込んでナンを急かすが、スキャンダルがネットに流れる。シヴは急遽ケンダルとローマンに加わってパネルに出る。体調を崩していたローガンは癇癪を起こしてローマンを殴る。ナンはレアを解雇して買収提案を蹴る。 |               |                                      |                                        |                       |                |                       |
| 17 | 7             | "３パーセント" "Return"              | Becky Martin                           | Jonathan Glatzer      | 2019年9月22日  | 0.508                 |
| PGM買収が失敗し、ロイコ社は株主総会での逆風に備える。ローガン、ケンダル、ローマンは大株主である前妻キャロラインを味方につけるためにイギリスに向かい、レアも同行する。ナンの従妹のナオミ・ピアース、シヴもイギリスに来る。シヴはレアと語って自分を後継者と明言しない父親への懸念を漏らし、ローガンの意を受けたレアはPGMの経営者の職をシヴに勧める。ローガンはケンダルを連れて、事故死した同乗者の家族を訪ね、ケンダルは罪悪感に苦しむ。ローガンはPGMの経営者の職を求めているとシヴを責める。トムは自身が長となったクルーズ部門のスキャンダルの内部調査を受け、グレッグが処分せず隠していた書類を燃やす。                                                                |               |                                      |                                        |                       |                |                       |
| 18 | 8             | "バラのつぼみ" "Dundee"              | Kevin Bray                             | Mary Laws             | 2019年9月29日  | 0.579                 |
| ローガンは会社創立50周年を記念して生まれ故郷のダンディーに学校を寄付し、ロイ家と重役たちははスコットランドに集まる。ロイ家の人々は、ローガンに接近し式典を取り仕切るレアを警戒する。ケンダルはウィラの製作する舞台の主演女優のジェニファーをスコットランドに呼び寄せてコナーを困らせる。ユーアンは辞職しないと自分の財産の相続人から外すとグレッグを脅す。式典の陰では、重役たちが株主総会での多数派工作に苦心する。ローマンは父親を喜ばせようと、ローガンの応援するサッカーチームのライバルチームを買収してしまう。ローガンはレアを次期CEOとして発表する。 |               |                                      |                                        |                       |                |                       |
| 19 | 9             | "ロイ都へ行く" "DC"                  | マーク・マイロッド                     | Jesse Armstrong       | 2019年10月6日  | 0.705                 |
| クルーズ部門の元従業員が隠蔽されたスキャンダルを公表し、ワシントンDCで議会の公聴会が開かれる。公聴会で、イーヴィスは証拠隠滅の件でトムを問い詰めるが、ケンダルは反撃する。ローガンはレアとシヴにモーの被害者の女性に会うよう求める。レアは拒否してロイコ社を去るが、シヴは被害者を説得して証言をやめさせる。上場廃止のためにトルコ人から巨額の資金を調達するようローガンに命じられたローマンは、カールとレアードとともに思わぬ危険に曝される。 |               |                                      |                                        |                       |                |                       |
| 20 | 10            | "血の生け贄" "This Is Not for Tears" | マーク・マイロッド                     | Jesse Armstrong       | 2019年10月13日 | 0.660                 |
| 公聴会を乗り切り、株主総会を控えたロイ家と重役たちは地中海のクルーズに出かける。ウィラの舞台は酷評される。ローガンは、スキャンダル隠蔽の責任をかぶるよう助言を受ける。レアードはトルコからの投資による上場廃止を勧めるが、ローマンとカールが反対してローガンも同調する。コナーは父に大統領選の資金供出を求めるが断られる。ローガンはスキャンダル隠蔽の罪を誰かが被らないとならないと言い、一同はざわめく。ケンダルが伴ったナオミを追い返す。ケンダルとともにスチューイを訪ねて和解案を提示するが拒否される。シヴはトムを犠牲にしないよう父に頼む。ローガンはケンダルを犠牲に選ぶが、ケンダルは記者会見で父親を告発し、グレッグがまだ隠し持っていた証拠を提示する。     |               |                                      |                                        |                       |                |                       |

### シーズン3のエピソード
| 通算 話数 | シーズン 話数 | タイトル                                 | 監督                                   | 脚本                               | 放送日         | U.S.視聴者数 (百万人) |
| --- | ------------- | ---------------------------------------- | -------------------------------------- | ---------------------------------- | -------------- | --------------------- |
| 21 | 1             | "戦闘開始" "Secession"                   | マーク・マイロッド                     | Jesse Armstrong                    | 2021年10月17日 | 0.564                 |
| ケンダルの記者会見の直後、ローガンは訴追を恐れ、トム、カール、フランク、ヒューゴ―を連れて犯罪人引渡し条約を結んでいないボスニア・ヘルツェゴビナのサラエヴォに逃げ、ローマン、シヴ、ジェリーをニューヨークに戻す。ローガンは一旦CEO職から退き、家族と会社幹部は誰が代りとなるべきか右往左往する。ケンダルはウェイスター・ロイコ社から閉め出され、マスコミを避けて、ナオミを伴って前妻ラヴァの家に陣取り、広報コンサルタントを雇う。幹部たちに電話をかけるが受けてもらえない。著名な弁護士のリサ・アーサーを雇おうとする。シヴは友人のリサを雇おうとして遅れを取る。ローガンはジェリーを暫定CEOとする。 |               |                                          |                                        |                                    |                |                       |
| 22 | 2             | "水面下で" "Mass in Time of War"         | マーク・マイロッド                     | Jesse Armstrong                    | 2021年10月24日 | 0.520                 |
| リサはケンダルの弁護を引き受ける。ケンダルはコナー、シヴ、ローマンに会い味方に付けようとするも、自分がCEOになるつもりだと宣言して失敗する。スチューイ、サンディ・ファーネスの娘のサンディに会い、父との戦いでの協力を求めるが、懐疑に曝される。ウェイスター・ロイコ社にとどまりながらケンダルに助力するグレッグは、機密書類のコピーを持ち出したことの法的問題を恐れ、祖父ユーアンに頼んで弁護士を付けてもらう。ローガンはサラエヴォで、子供たちの帰趨を心配する。弁護士の助言に従い、マーシーを呼び寄せて和解を演出しようとする。ローガンは取り巻きを連れてニューヨークに戻る。 |               |                                          |                                        |                                    |                |                       |
| 23 | 3             | "分裂" "The Disruption"                  | キャシー・ヤン                         | Ted Cohen & Georgia Pritchett      | 2021年10月31日 | 0.405                 |
| ケンダルは家族から孤立する。ローガンは司法省への協力を拒み、旧知の側近を通じて大統領から直接免責を得ようとする。トムは罪を被ることをローガンに申し出ながら、密かに弁護士に相談する。ケンダルはリサの助言に背いてウェイスター・ロイコ社に入り、国内事業を任されたシヴの社員集会での演説を妨害する。怒ったシヴはケンダルの精神状態を攻撃する公開質問状をオンラインで公表する。ケンダルはショックを受け、自分を揶揄していた深夜のコメディ・ショーへの出演から逃げる。FBIがウェイスター・ロイコ社の強制捜査に入る。 |               |                                          |                                        |                                    |                |                       |
| 24 | 4             | "父と子" "Lion in the Meadow"            | Robert Pulcini & Shari Springer Berman | Jon Brown                          | 2021年11月7日  | 0.484                 |
| FBIの強制捜査後、ローガンは大統領に圧力をかけるため、シヴに命じてATNに大統領を批判させようとする。だがシヴはATNのジャーナリストを従わせられない。トムは刑務所行きを心配し始める。ローガンはグレッグに会い、ウェイスター・ロイコ社の弁護チームと契約させる。さらにケンダルのスキャンダルを集める。大株主のジョシュ・アーロンソンはローガンとケンダルの対立を心配し、二人を呼んで話を聞く。だが二人は不仲を繕えず、ローガンは倒れる。ジョシュはスチューイとサンディに接近する。 |               |                                          |                                        |                                    |                |                       |
| 25 | 5             | "交渉の行方" "Retired Janitors of Idaho" | Kevin Bray                             | Tony Roche & Susan Soon He Stanton | 2021年11月14日 | 0.584                 |
| ウェイスター・ロイコ社の株主総会が開かれ、ジョシュを味方にしたスチューイとサンディの提案の投票は予断を許さなくなる。ケンダルはサンディに投票を避ける交渉を勧める。重病のサンディの娘のサンディが加わって交渉が行われるが、体調がすぐれず錯乱症状を示すローガンは反対する。シヴは父が投薬で眠る間に娘のサンディと一対一で交渉し、投票回避の条件を合意する。カールが投票回避を総会で発表するが、ケンダルが割って入りスキャンダルの被害者の名前を読み上げる。ATNの批判を受けた大統領はローガンに電話をかけて来てローマンと話し、再選出馬しない意向を示してウェイスター・ロイコ社は政治的な庇護を失う。ケンダルとユーアンはともにグレッグがウェイスター・ロイコ社の弁護チームと契約したことを怒り、ユーアンはグレッグの遺産相続を拒否する。ローガンはケンダルを通話拒否リストに入れる。                                                              |               |                                          |                                        |                                    |                |                       |
| 26 | 6             | "孤独な戦い" "What It Takes"             | アンドリー・パレーク                   | Will Tracy                         | 2021年11月21日 | 0.525                 |
| ケンダルは司法省の聴取がうまく行かず、ウェイスター・ロイコ社に勝つには証拠が不十分であると言うリサを解雇する。ケンダル以外のロイ家はバージニアで共和党の次期大統領候補を水面下で選ぶ集会に出る。グレッグとトムはともに刑務所行きを心配する。ローマンは、自分とシヴ、ケンダルの母親キャロラインが再婚することを知る。ケンダルはバージニアに行き、トムを味方にしようとするが勝ち目がないと断られる。ローガンは、シヴの反対にもかかわらず、ロイ家がファシストの評判がある超保守の候補を支持することに決める。 |               |                                          |                                        |                                    |                |                       |
| 27 | 7             | "やり過ぎの誕生日" "Too Much Birthday"   | ローリーン・スカファリア               | Georgia Pritchett & Tony Roche     | 2021年11月28日 | 0.645                 |
| ウェイスター・ロイコ社は司法省の追及を逃れる見込みとなり、トムは安堵する。ローガンはストリーミング会社GoJoを買収しようとするが、経営者のルーカス・マットソンに会うことができない。シヴとローマンは、マットソンが出席するケンダルの40才の誕生パーティーに行き、ローマンはケンダルの株の持ち分を20億ドルで引き取ろうとする父からの手紙を渡す。ローマンはマットソンに会い、忌み嫌うローガンに直接報告しなくて済むような買収方法を提案する。シヴは自分がケンダルの株の譲渡先に含まれず、マットソンとの交渉に関われなかったことで怒る。ケンダルは父の申し出に傷つき、子供たちからのプレゼントを探している間に精神崩壊を起こし、兄妹たちと口論ののちにナオミに連れられて家に帰る。 |               |                                          |                                        |                                    |                |                       |
| 28 | 8             | "トスカーナ" "Chiantishire"              | マーク・マイロッド                     | Jesse Armstrong                    | 2021年12月5日  | 0.613                 |
| 娘のサンディとスチューイがウェイスター・ロイコ社の重役に加わる。キャロラインの結婚式のため、ロイ家と会社重役たちはトスカーナに行く。母に出席を断られたケンダルはローガンに会い、20億ドルで株を売り縁を切ると申し出るが、ローガンは断る。キャロラインはシヴに、子供はもちたくなかったと話す。マットソンのツイートでGoJo社の株価は跳ね上がり、ウェイスター・ロイコ社は混乱する。ローマンはマットソンに会い、買収でなく対等合併を望んでいると聞かされ、ローガンは受け入れざるを得ない。ウェイスター・ロイコ社と銀行との会合で、ローマンは誤って自分のペニスの写真をジェリーでなくローガンに送ってしまう。コナーはウィラに求婚する。酔ったケンダルはプールに沈む。 |               |                                          |                                        |                                    |                |                       |
| 29 | 9             | "鐘は語る" "All the Bells Say"           | マーク・マイロッド                     | Jesse Armstrong                    | 2021年12月12日 | 0.634                 |
| ケンダルはおぼれかけて回復し、事業への関心を失う。法務省が巨額の罰金を科す可能性が高くなり、ウェイスター・ロイコ社の市場価値は下落してGoJo社を大きく下回る。ローガンとローマンはマットソンに会いに行き、GoJo社がウェイスター・ロイコ社を逆に買収しローガンを引退させる提案を持ち出される。ローマンは結婚式に戻る。シヴとローマンは、子供たちの意向を無視してローガンが会社をGoJoに売ろうとしていることを知り、ケンダルに話す。精神崩壊しかけたケンダルは、イギリスの城で車の同乗者を死なせてしまったことを二人に告白する。3人はローガンとキャロラインの離婚条件で3人が会社の経営権の移動を拒否できることを思い出し、売却を阻止するために父と対決する覚悟をする。シヴにこれを聞かされたトムは、グレッグに高い地位をほのめかして協力を求める。トムから子供たちの反乱を告げ口されたローガンは、離婚条件を書き直して子供たちから拒否権を取り上げる。 |               |                                          |                                        |                                    |                |                       |

### シーズン4のエピソード
| 通算 話数 | シーズン 話数 | タイトル                            | 監督                                     | 脚本                                      | 放送日        | U.S.視聴者数 (百万人) |
| --- | ------------- | ----------------------------------- | ---------------------------------------- | ----------------------------------------- | ------------- | --------------------- |
| 30 | 1             | "売却と買収" "The Munsters"         | マーク・マイロッド                       | ジェシー・アームストロング                | 2023年3月26日 | 0.598                 |
| マットソンのGoJo社への売却を48時間後に控え、ローガンは家族のうちコナー、グレッグ、トムを味方につけ、ピアース家の持つPGM社を買収しようとする。シヴとトムの夫婦仲は悪化し別居する。ローガンの誕生パーティーが開かれる中、ケンダル、シヴ、ローマンは父と対立を続けてパーティーに出席せず、共同してPGM社に買収提案を行い父に競り勝つ。シヴは久しぶりに家に帰ってトムに出くわし、離婚を口にする。 |               |                                     |                                          |                                           |               |                       |
| 31 | 2             | "波乱のリハーサル" "Rehearsal"      | Becky Martin                             | Tony Roche & Susan Soon He Stanton        | 2023年4月2日  | 0.481                 |
| シヴは離婚弁護士を見つけられない。GoJo社へのロイコ社売却を承認する役員会とコナーの結婚式の日が重なる。その前日、ローガンは売却に含まれないATN社を視察するがシドの経営が気に入らない。ケリーをキャスターにしようとし、トムとグレッグは対応に苦慮する。娘のほうのサンディとスチューイは売却価格を吊り上げるようシヴ、ケンダル、ローマンに持ち掛ける。吊り上げれば売却交渉を打ち切るとマットソンに聞いたケンダルは、吊り上げの賛成に回る。コナーの結婚式のリハーサルからウィラが立ち去る。ローガンが子供たちの集まる場所に来て、売却への賛成を求めるが拒否される。翌日の役員会を延期し、自分を訪ねてきたローマンを切り崩そうとする。 |               |                                     |                                          |                                           |               |                       |
| 32 | 3             | "コナーの結婚式" "Connor's Wedding" | マーク・マイロッド                       | ジェシー・アームストロング                | 2023年4月9日  | 0.609                 |
| ローガンはジェリーの解雇を決め、彼女に伝えるようローマンに言い残して、マットソンに会うために重役を連れてスウェーデンに飛ぶ。ケンダル、ローマン、シヴは船上で行われるコナーとウィラの結婚式に出る。機上のトムからローガンが倒れ危篤であるとの電話がケンダルに入り、子供たちは心配し混乱する。機上の重役たちも、株式市場への影響を心配して右往左往する。トムはニューヨークに残るグレッグに電話して、自分のPC内の特定のファイルを消すよう頼む。ローガンは死亡して飛行機はニューヨークに引き返し、ケンダル、ローマン、シヴも結婚式を中座して父の亡骸を迎える。情報が洩れて駆け付けた報道陣の前で、シヴが声明を出す。コナーとウィラは、出席者のほとんどが去った中で結婚式を挙げる。 |               |                                     |                                          |                                           |               |                       |
| 33 | 4             | "次期CEO" "Honeymoon States"        | ローリーン・スカファリア                 | ジェシー・アームストロング & Lucy Prebble | 2023年4月16日 | 0.695                 |
| シヴは妊娠を知るが隠す。妻シヴと疎遠になり、ローガンの庇護を失ったトムは必死に生き残りを図る。コナーは早速マーシャから父の遺した家を買う交渉をする。マーシャはローガンの愛人だったケリーを冷たく扱う。古参の役員たちやコナーを除く子供たちは売却までの暫定CEOの座に色気を見せて右往左往する。日付のないもののケンダルを次期CEOとするローガンのメモが発見される。スチューイの支持を得て、ケンダルとローマンは共同で次期CEOに推され役員会に諮られる予定になるが、シヴは面白くない。ヒューゴーは娘のインサイダー取引のことをケンダルに相談する。ケンダルは密かにヒューゴーに命じ、亡き父の評判を貶めることで自分とローマンの評判を上げるよう命じる。 |               |                                     |                                          |                                           |               |                       |
| 34 | 5             | "解任リスト" "Kill List"            | アンドリー・パレーク                     | Jon Brown & Ted Cohen                     | 2023年4月23日 | 0.652                 |
| ローガンの死の数日後、コナーに葬儀を任せ、家族と役員たちはノルウェーでのGoJo社の戦略検討合宿に参加する。ケンダルとローマンは売却価格の1株あたり144ドル以上への吊り上げを求めるが、マットソンはATNを含める条件で株と現金での支払いで187ドルを提示する。シヴは賛成するが父のATNへの愛着を知る兄二人は躊躇する。合宿に呼ばれたトムとグレッグは売却後にロイコ社の役員を対象とした解任リストがあると言う噂を聞いて右往左往する。ロイコ社側の大半が売却成立を望む中、ケンダルは奇矯なマットソンに嫌悪感を抱き、交渉を破談にしようとローマンに持ち掛ける。マットソンはシヴと話しロイコ社側の感触を探る。ケンダルとローマンは破談を覚悟でマットソンに侮辱を投げつけ、帰国の旅に着く。マットソンはシヴの助言に従い192ドルに提示額を上げる。ジェリーとカロリーヌとトムを除く役員全員の名前のある解任リストが送られてくる。 |               |                                     |                                          |                                           |               |                       |
| 35 | 6             | "リビング・プラス" "Living+"        | ローリーン・スカファリア                 | Georgia Pritchett & Will Arbery           | 2023年4月30日 | 0.847                 |
| マットソンの買収額192ドル提示により売却交渉は順調に進んでいるかに見える。だがケンダルとローマンは売却額を吊り上げて交渉を潰そうと密かに企み、「投資家デー」で父が生前に準備した高齢者のための新規総合不動産事業「リビング・プラス」を大々的に発表して企業価値を高めようとする。シヴは兄たちからこの企みを打ち明けられ、不動産事業を好まないマットソンからはリビング・プラスを潰すよう頼まれて迷う。トムに再び接近する。ローマンは父との比較を嫌い、映画スタジオ事業の責任者を解雇し、これを非難したジェリーまで解雇すると脅す。ケンダルは新事業の見通しで過大な数字をでっち上げ、ローマンやカールの懸念にもかかわらず発表する。発表は好意的に受け止められ、一時批判したマットソンも引き下がる。 |               |                                     |                                          |                                           |               |                       |
| 36 | 7             | "選挙前パーティー" "Tailgate Party" | Shari Springer Berman and Robert Pulcini | Will Tracy                                | 2023年5月7日  | 0.739                 |
| コナーも出馬する大統領選前日、トムはグレッグに、ATNの大規模なレイオフを伝達させる。兄妹たちは気もそぞろに父の葬儀の大枠を話し合う。恒例の選挙前パーティーがシヴの家で開かれる。ケンダルとローマンは政府の規制を利用して買収を決裂させようとし、種々のコネクションを持つネイトを招いて助力を頼む。これを聞いたシヴは密かにマットソンも招く。グレッグはケンダルの指示でマットソンにまとわりつく。共和党のメンケンは泡沫候補であるコナーの持つ多少の票を得るため、ローマンを通し、さほど重要ではない国の大使の地位と引き換えに撤退を求める。ケンダルとローマンは、GoJo社がインドでの会員数をかさ増ししていると聞き出し、支払いが現金と株で行われるために買収を妨害する手段になると喜ぶ。マットソンへの内通が大失敗に終わると狼狽したシヴは、将来に不安を抱くトムと大喧嘩する。ジェリーは解雇すると脅したローマンの謝罪を受け入れない。ケンダルは、GoJo社の株価が下がれば逆にロイコ社が買収する案をフランクに話す。 |               |                                     |                                          |                                           |               |                       |
| 37 | 8             | "アメリカの決断" "America Decides"  | Andrij Parekh                            | ジェシー・アームストロング                | 2023年5月14日 | 0.746                 |
| 大統領選の夜、ローマンは買収を阻止してくれそうな共和党の極右候補メンケンを支持し、シヴはメンケンを危険視して民主党のヒメネスを支持する。シヴはATNの選挙特番を指揮するトムに妊娠を打ち明けるも信じてもらえない。選挙は大接戦となり、投票所の焼き討ちなど様々な選挙妨害が起きて長引く訴訟が不可避となって、マスメディアの当確が影響力を持つ情勢となる。メンケンに疑いを持っていたケンダルは、シヴがマットシンに内通していることを知って怒り、ローマンに同調してメンケンの当確を打つよう命じる。他のメディアも追従する。泡沫候補のコナーは、どこかの国の大使職を得るため、遅まきながらメンケンの勝利を祝うコメントを出す。 |               |                                     |                                          |                                           |               |                       |
| 38 | 9             | "葬儀と政治" "Church and States"    | マーク・マイロッド                       | ジェシー・アームストロング                | 2023年5月21日 | 0.789                 |
| 選挙の翌日のローガンの葬儀の日、選挙結果は確定しないまま、メンケンに有利な情勢となる。選挙の騒ぎに紛れて、GoJo社のインドでの会員数のかさ増しが発表される。メンケンに最初に当確を売ったATN社の前を始めとして抗議活動が幅広く行われる。暴動を恐れた妻子が街を出て、さらには部下に辞職を申し出られ、ケンダルは傷つく。葬儀では、ユーアンが予定外の弔辞で亡き弟を批判する。続くローマンは動揺して弔辞を読み上げられず、急遽ケンダルとシヴが代わる。葬儀の後、子供たちは父が買っていた大霊廟への埋葬を見届ける。ケンダルはヒューゴに命じ、一族内に買収への反対があるとメディアにリークさせる。ケンダルは買収阻止を求め、シヴとマットソンはアメリカ人CEOを提案して買収支持を求め、コナーはスロヴェニアへの大使職を求め、グレッグは握手を求めてそれぞれメンケンに接近する。動揺の続くローマンは街に出て暴動に巻き込まれる。 |               |                                     |                                          |                                           |               |                       |
| 39 | 10            | "現実を見る目" "With Open Eyes"     | マーク・マイロッド                       | ジェシー・アームストロング                | 2023年5月28日 | 0.896                 |
| 買収を承認する役員会の前日、ローマンは失踪し買収に反対するケンダルは不利になり、次期CEOになるつもりのシヴら買収に賛成する派が多数となる見込みとなる。ローマンがカリブにある母キャロラインの家にいることが分かりは、シヴとケンダルも向かう。トムは買収後の自分の地位を心配してマットソンに接近し、主体的すぎるシヴの代わりに自分が操り人形として次期CEOに選ばれると知る。グレッグがスウェーデン人同士の会話を聞きつけて、シヴがCEOには選ばれないことをケンダルに伝える。シヴは買収に反対することに決め、三人はケンダルを次期CEOに決める。三人はアメリカに戻り、マーシャから父の家を買ったコナーの父の形見分け会に参加する。マットソンとロイ兄妹はそれぞれ多数派工作に動き、日和見をしていたスチューイも反対に回る。マットソンがトムを次期CEOに選んだと聞いたシヴは激怒する。ジェリーを見かけたローマンは動揺する。役員会で投票が行われ、同数で最後の決定的投票者となったシヴは、ケンダルが次期CEOとしては無理だと考えて変心し、賛成票を投じて買収が決まる。ケンダルは呆然として会社を出る。次期CEOになったトムは、フランクとカールを切るがグレッグは残す。トムとシヴは車に同乗して会社を出る。ローマンは調印の後バーに行く。海辺に来たケンダルをコリンが見守る。 |               |                                     |                                          |                                           |               |                       |

## 受賞
第71回プライムタイム・エミー賞では脚本賞ドラマシリーズ部門を受賞した。
第77回ゴールデングローブ賞では作品賞および主演男優賞(ブライアン・コックス)(いずれもテレビドラマシリーズ部門)を受賞した。
第72回プライムタイム・エミー賞では、作品賞ドラマシリーズ部門、主演男優賞ドラマシリーズ部門(ジェレミー・ストロング)、監督賞ドラマシリーズ部門、脚本賞ドラマシリーズ部門、ゲスト女優賞ドラマシリーズ部門(チェリー・ジョーンズ)、キャスティング賞ドラマシリーズ部門、編集賞ドラマシリーズ部門を受賞した。
第79回ゴールデングローブ賞では作品賞、主演男優賞(ジェレミー・ストロング)（いずれもテレビドラマシリーズ部門)、助演女優賞(サラ・スヌーク)(テレビ部門)を受賞した。
第74回プライムタイム・エミー賞では、作品賞ドラマシリーズ部門、助演男優賞ドラマシリーズ部門(マシュー・マクファディン)、脚本賞ドラマシリーズ部門、キャスティング賞ドラマシリーズ部門を受賞した。
第81回ゴールデングローブ賞では、作品賞ドラマシリーズ部門、主演男優賞ドラマシリーズ部門(キーラン・カルキン)、主演女優賞ドラマシリーズ部門(サラ・スヌーク)、助演男優賞ドラマシリーズ部門(マシュー・マクファディン)を受賞した。
第75回プライムタイム・エミー賞では、助演男優賞ドラマシリーズ部門(マシュー・マクファディン)、脚本賞ドラマシリーズ部門(ジェシー・アームストロング)、監督賞ドラマシリーズ部門(マーク・マイロッド)、主演男優賞ドラマシリーズ部門(キーラン・カルキン)、主演女優賞ドラマシリーズ部門(サラ・スヌーク)、作品賞ドラマシリーズ部門を受賞した。